# 臺中市北屯區四維國民小學
臺中市北屯區四維國民小學（簡稱四維國小）位於臺中市北屯區，創立於1992年2月1日，鄰近於二分埔、大坑口。該校於2006年3月創建台灣少數擁有的「客語教學資源中心」，且近年來持續推行「飛行創課課程」，舞蹈比賽也榮獲佳績。學校後方為北屯兒童館以及北屯兒童公園，有供校內學生行走天橋相連。
營運中的台中捷運綠線將在學校旁設置四維國小站。臺中捷運四維國小站名稱的由來。

## 校史
- 1990年，奉臺灣省政府教育廳核准設校，由當時的北屯國小校長陳漢基負責籌備事宜。
- 1992年2月，派蔡碧霞為首任校長，積極為校務推展而努力。8月開始招收學生。
- 1999年9月，發生九二一大地震，校體大致保持良好。
- 2006年3月，成立台中市客語教學資源中心。

### 歷任校長
1. 蔡碧霞：1992年2月1日－1995年7月31日
2. 陳基安：1995年8月1日－1998年7月31日
3. 林彩碧：1998年8月1日－2001年7月31日
4. 饒彩彬：2001年8月1日－2008年7月31日
5. 陳美玲：2008年8月1日－2013年7月30日
6. 黃圓媛：2013年8月1日－2021年7月31日
7. 黃翠琴：2021年8月1日－現任

## 學區
- 東光里（第10、11、20鄰）
- 平田里（全里）
- 平昌里（第2鄰及第19鄰天津路以東）
- 三光里（第10─14、17─20鄰）

## 交通

### 臺中市公車
8、綠2（原53）、68、77、85
臺中捷運
- 綠線：四維國小站

## 外部連結
臺中市立四維國民小學全球資訊網 （页面存档备份，存于）